# Nazionalismo bianco
(Dall'articolo White Nationalists Seek Respectability in Meeting of 'Uptown Bad Guys' di Jonatan Tilove)

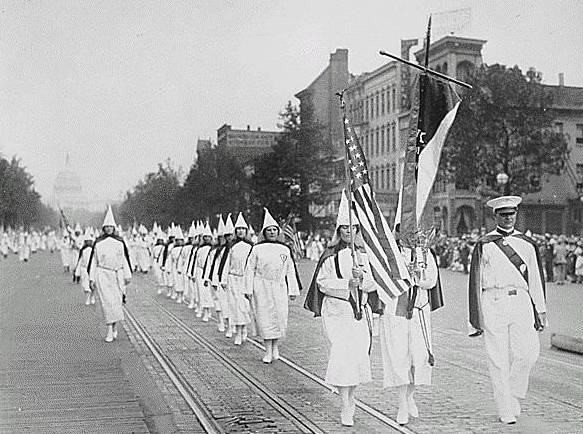
Esponenti del Ku Klux Klan in marcia

Il nazionalismo bianco è un'ideologia radicale sociopolitica di tipo etnocentrico, razzialista e identitaria, che si oppone all'impatto dell'immigrazione, del multiculturalismo e di legislazioni favorevoli alle minoranze etniche come l'Affirmative action, sostenendo l'esistenza di un'identità culturale e religiosa della popolazione bianca. Si differenzia dal Potere bianco per un maggiore separatismo e per la scelta di utilizzare solitamente e formalmente mezzi legali e non violenti, anche se a volte la differenza tra i due movimenti è assai sfumata.

## Ideologia
Cresciuto negli Stati Uniti nel corso degli anni novanta, il nazionalismo bianco si è distinto da altri movimenti razzisti legati al misticismo nazista o al cosiddetto suprematismo bianco, focalizzando l'attenzione sull'autodeterminazione nazionale per affermare quello che i militanti considerano un vero e proprio diritto naturale a mantenere l'identità culturale, politica e genetica dei bianchi europei. In particolare si differenzia dai gruppi neonazisti e afferenti al potere bianco per la scelta di propagandare la propria ideologia con metodi nonviolenti e per il fatto di essere prettamente separatista: non accetta una società multietnica per la salvaguardia dell'identità razziale e culturale bianca, differenziandosi, così, dai suprematisti, che, invece, nell'ottica di accettazione di una società multietnica, vogliono la supremazia del popolo bianco sulle altre etnie. 
Caratteristica di ambedue le posizioni è un'ideologia di superiorità e di dominio, secondo cui, una certa categoria di persone è superiore alle altre e, per questo motivo, avrebbe il diritto di imporre su di esse il proprio potere: ciò che cambia è la visione che il gruppo dominante ha di se stesso, visto che i nazionalisti bianchi tendono ad evidenziare la "profonda diversità tra individui, gruppi sociali e razze", per addivenire ad una giustificazione di tipo etnocentrico del loro esclusivismo.
Secondo l'analista politico Samuel P. Huntington, i nazionalisti bianchi non affermano una superiorità razziale dei bianchi, ma sostengono che la cultura sia un prodotto della razza ed enfatizzano il timore che i cambiamenti demografici in atto negli Stati Uniti (che porteranno i bianchi non ispanici a diventare minoranza nel paese entro il 2040) provocheranno la sostituzione della cultura bianca con altre culture, che ritengono inferiori dal punto di vista intellettuale e morale.
Lo stesso autore, avvicinandosi al pensiero dei nazionalisti bianchi, sottolinea come gli Stati Uniti non sarebbero gli stessi se fossero stati colonizzati da cattolici francesi, spagnoli o portoghesi anziché da protestanti britannici e che la cultura anglo-protestante dei padri fondatori, benché arricchita dagli apporti degli immigrati, sia rimasta, almeno fino agli ultimi decenni del XX secolo, alla base dell'identità statunitense.
Durante l'ultimo periodo dell'apartheid in Sudafrica, i sostenitori del regime tentarono di trasformarlo solo formalmente da un contesto di segregazione razziale con supremazia bianca in un governo nazionalista bianco, col supporto di alcuni gruppi neri separatisti di nazionalismo africano, istituendo i Bantustan.
Come per i suprematisti, molti nazionalisti bianchi sono antisemiti, con gli ebrei che non sono ritenuti veri "bianchi", anche se tale pregiudizio, riguardo la presenza o l'accettazione di persone di origine ebraica nel movimento, non è universale e inferiore rispetto ai suprematisti bianchi, così come vi sono negli Stati Uniti anche aderenti al movimento di gruppi non WASP, come italoamericani, irlandesi o anche persone di origine ispanica. Tra i nazionalisti bianchi con origini ebraiche vi sono Alain Finkielkraut e il fisico Michael H. Hart. In seguito ai flussi migratori e al terrorismo internazionale, diversi nazionalisti bianchi hanno ammorbidito l'antisemitismo e l'antisionismo in favore dell'islamofobia (è il caso del Partito Nazionale Britannico). Alcuni esponenti dell'estrema destra avvicinati ad un moderato nazionalismo bianco sono espressamente sionisti (Steve Bannon, Donald Trump, Geert Wilders). Alcuni nazionalisti bianchi supportano i movimenti ebrei sionisti più nazionalisti non prettamente religiosi dello Stato d'Israele (come il Likud, Nuova Destra o Israel Beytenu di Avigdor Lieberman, partiti di destra/estrema destra), sia in funzione anti-araba e anti-islamica che di separatismo volontario con gli ebrei, incoraggiando sia l'emigrazione che il sostegno diplomatico e militare al governo israeliano di destra.

## Organizzazioni rilevanti

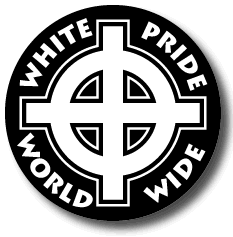
Logo dello Stormfront.

Nel mondo del nazionalismo bianco statunitense, a parte gli eredi del Ku Klux Klan, operano molte organizzazioni di stampo sciovinista ed estremista, ma le più influenti sono la rivista American Renaissance, il partito di destra Council of Conservative Alliance e il gruppo neofascista National Alliance. Si è invece sciolta nel marzo 2007 la potente organizzazione estremista National Vanguard. Alcune sono riunite nel Fronte Nazionalista. Anche il think tank National Policy Institute del giornalista alt-right Richard B. Spencer si rifà al nazionalismo bianco. L'ex presidente Donald Trump è considerato dai critici come vicino a questa ideologia, come il suo ex consigliere e capo stratega Steve Bannon.
In Sudafrica si rifanno a questa ideologia l'Afrikaner Weerstandsbeweging e più blandamente il Fronte della Libertà Più.
In Europa il fenomeno è ancora poco noto a livello organizzativo, in Italia legato principalmente a gruppo neonazisti, come i naziskin di Veneto Fronte Skinheads, ma esistono partiti di estrema destra o della destra identitaria come Front National (Francia), Partito Nazionaldemocratico di Germania (Germania), British National Party (Regno Unito) e Interesse Fiammingo (Belgio), che promuovono il "nazionalismo europeo" e ne difendono l'identità cristiana e "bianca" pur solitamente rigettando le accuse di xenofobia e razzismo. Inoltre, in Russia è presente l'organizzazione terrorista Spas, mentre nel nord-Europa (Svezia, Norvegia, Finlandia e Danimarca) è presente il Movimento di resistenza nordica, partito neonazista, nordicista e scandinavista noto per la sua opposizione all'immigrazione non-bianca.

## Personalità rilevanti
- Richard Barrett
- Steve Bannon
- Renaud Camus
- David Duke
- Alain Finkielkraut
- Michael H. Hart
- Jörg Haider
- Samuel Huntington
- David Lane
- Jean-Marie Le Pen
- Richard B. Spencer
- Eugène Terre'Blanche
- Donald Trump[19][20][16][17][21][22]
- Hendrik Frensch Verwoerd
- Geert Wilders[23]